# Districtul Souk Naamane
Souk Naamane este un district din provincia Oum El Bouaghi, Algeria.